# Покорный, Юлий Витальевич
Юлий Витальевич Покорный (1940-2010) — российский математик, доктор физико-математических наук (1980), профессор (1982), заслуженный деятель науки РФ (1999).

## Биография
Родился 06.02.1940 в Борисоглебске. Отец, Виталий Владимирович, — доцент кафедры математического анализа ВГУ. Мать, Валентина Фёдоровна, — школьный учитель математики.
В 1961 году окончил математико-механический факультет Воронежского государственного университета и работал там же: ассистент, старший преподаватель, доцент, профессор кафедры функционального анализа, с 1986 года одновременно заведующий кафедрой математического анализа.
В 1967 г. защитил кандидатскую диссертацию:
- О некоторых условиях существования решений у нелинейных операторных уравнений в пространстве с конусом : диссертация … кандидата физико-математических наук : 01.00.00. — Воронеж, 1967. — 85 с.

Организатор международных конференций по фундаментальным направлениям математики («Воронежские математические школы»).
Сфера научных интересов: линейные и нелинейные операторные уравнения в полуупорядоченных пространствах, прикладная теория оптимизации, распознавание образов и теория планирования эксперимента в прикладных задачах (медицина, районирование, инженерные технологии и прочие).
Доктор физико-математических наук (1980), профессор (1982). Докторская диссертация:
- Вопросы качественной теории краевой задачи Валле-Пуссена : диссертация … доктора физико-математических наук : 01.01.02. — Воронеж, 1979. — 266 с.

Автор свыше 300 работ, в том числе книги «Дифференциальные уравнения на геометрических графах» (Москва, 2003; в соавторстве).
Заслуженный деятель науки Российской Федерации (1999).
Умер в конце октября 2010 года.

## Сочинения
- Дифференциальные уравнения на геометрических графах : [монография] / [Ю. В. Покорный и др.]. — М. : ФИЗМАТЛИТ, 2005. — 268 с. : ил.; 23 см; ISBN 5-9221-0425-X
- Оптимальные задачи / Ю. В. Покорный. — Москва : Институт компьютерных исследований ; Ижевск : Институт компьютерных исследований, 2008. — 158 с. : ил.; 20 см. — (Университетские учебники и учебные пособия).; ISBN 978-5-93972-667-2
- О некоторых натуральных одномерных краевых задачах : научно-методическая сказка для взрослых / Ю. В. Покорный, М. Б. Зверева, Т. В. Перловская. — Воронеж : Воронежский гос. ун-т, 2007. — 36 с.; 21 см; ISBN 978-5-9273-1162-0
- Есть ли знак у модуля? / Ю. В. Покорный, К. П. Лазарев; Воронеж. обл. ин-т повышения квалификации и переподгот. работников образования. — Воронеж, 1998. — 40 с.; 21 см.
- Унижение математикой? / Ю. В. Покорный .— Воронеж : Центр.-Чернозем. кн. изд-во, 2006 .— 335 с.